# Aeroport (metropolitana di Valencia)
Aeroporto è una stazione delle linee 3 e 5 della metropolitana di Valencia che serve l'aeroporto di Valencia. È stata inaugurata il 18 aprile 2007 sotto il terminal regionale, quindi da allora questa infrastruttura è accessibile in metropolitana dalla città di Valencia.

## Storia
Dal 1941 l'aeroporto ha avuto una propria fermata sotto il nome di "Aerodromo" corrispondente alla linea C-4 della Cercanías Valencia di Renfe. La fermata mancava di accessibilità, poiché per raggiungere il terminal bisognava attraversare circa 200 metri di strada.
Nel 2004 è stato approvato un accordo tra il Ministero dello Sviluppo e la Generalitat Valenciana secondo il quale la gestione della tratta Aeroporto-Valencia sarebbe stata assunta da Ferrocarriles de la Generalitat Valenciana in sostituzione della linea C-4, e a sua volta la metropolitana avrebbe servito Riba-roja del Turia e Vilamarxant. A causa di questo accordo, Cercanias ha cessato il servizio nel 2005, quando gran parte della linea C-4 è stata smantellata.
In occasione dei lavori del nuovo terminal regionale dell'aeroporto di Valencia, la costruzione della stazione della metropolitana Aeroport, sotto l'edificio del terminal, è stata inclusa nel progetto.
Nel 2007 è diventata operativa la stazione, che fa parte delle linee 3 e 5 di Metrovalencia.
La stazione ha fatto parte della zona tariffaria B fino al 2012, quando FGV ha deciso di cambiarla in zona D, aumentando considerevolmente il prezzo del biglietto.

## Accessibilità
La stazione dispone di scale mobili in due direzioni, ascensori adattati, porte di cancellazione adattate e accesso adattato alle piattaforme. Ha anche un help desk, distributori automatici con aiuto e aiuto per le persone con disabilità visive o uditive.